# Островная дуга

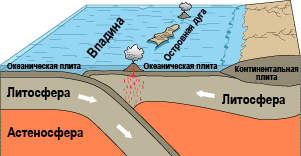
Островная дуга

Островные дуги — цепочки вулканических островов над зоной субдукции, возникающие там, где одна океаническая плита погружается под другую.
В качестве типичных современных островных дуг можно назвать Курильские, Алеутские, Марианские острова и многие другие архипелаги. Японские острова тоже часто называют островной дугой, хотя их фундамент очень древний и на самом деле они образованы несколькими разновремёнными комплексами островных дуг, являясь микроконтинентом.
Островные дуги образуются при столкновении двух океанических плит. Одна из плит оказывается снизу и поглощается в мантию, на другой — верхней — образуются вулканы. Выгнутая сторона островной дуги направлена в сторону поглощаемой плиты; с этой стороны находятся глубоководный жёлоб и преддуговый прогиб. За островной дугой расположен задуговый бассейн (типичные примеры: Южно-Китайское море, Охотское море и так далее), в котором также может происходить спрединг.
Понятия островной дуги и вулканической дуги не обязательно совпадают.

## Островные дуги в России
Курило-Камчатская вулканическая дуга протянулась на 1900 км. Вдоль неё располагаются глубоководный жёлоб, пояса действующих вулканов и землетрясений. Сейсмичность здесь — одна из самых высоких на Земле и немного уступает лишь северо-восточной Японии; 80 % землетрясений в странах бывшего СССР и практически все цунами, затрагивающие эту территорию, приходятся на Курило-Камчатскую область; в ней насчитывается 77 действующих вулканов (более 10 % всех вулканов мира, расположенных на суше).

## Список островных дуг
| Островная дуга                    | Страна                                                                         | Жёлоб                                | Океанический бассейн или Окраинное море | Верхняя плита                                | Погружающаяся плита                                |
| --------------------------------- | ------------------------------------------------------------------------------ | ------------------------------------ | --------------------------------------- | -------------------------------------------- | -------------------------------------------------- |
| Алеутские острова                 | США                                                                            | Алеутский жёлоб                      | Берингово море                          | Северо-Американская плита                    | Тихоокеанская плита                                |
| Курильские острова                | Россия                                                                         | Курило-Камчатский жёлоб              | Охотское море                           | Северо-Американская плита                    | Тихоокеанская плита                                |
| Японский архипелаг                | Япония                                                                         | Японский жёлоб, Нанкайский жёлоб     | Японское море                           | Северо-Американская плита, Евразийская плита | Тихоокеанская плита, Филиппинская плита            |
| Рюкю                              | Япония                                                                         | Рюкю (жёлоб)                         | Восточно-Китайское море                 | Евразийская плита                            | Филиппинская плита                                 |
| Филиппинские острова              | Филиппины                                                                      | Филиппинский жёлоб                   | Южно-Китайское море, Море Сулавеси      | Евразийская плита                            | Филиппинская плита                                 |
| Зондские острова                  | Индонезия                                                                      | Яванская впадина                     | Яванское море, Море Флорес              | Евразийская плита                            | Австралийская плита                                |
| Андаманские и Никобарские острова | Индия                                                                          | Север Яванской впадины               | Андаманское море                        | Евразийская плита                            | Индостанская плита                                 |
| Острова Идзу и Бонинские острова  | Япония                                                                         | Идзу-Бонинский жёлоб                 | Филиппинское море                       | Филиппинская плита                           | Тихоокеанская плита                                |
| Марианские острова                | США                                                                            | Марианская впадина                   | Филиппинское море                       | Филиппинская плита                           | Тихоокеанская плита                                |
| Архипелаг Бисмарка                | Папуа — Новая Гвинея                                                           | Новобританский (Бугенвильский) жёлоб | Новогвинейское море                     | Тихоокеанская плита                          | Австралийская плита                                |
| Соломоновы острова                | Соломоновы Острова, Папуа — Новая Гвинея                                       | Жёлоб Сан-Кристобаль                 | Соломоново море                         | Тихоокеанская плита                          | Австралийская плита                                |
| Новые Гебриды                     | Вануату                                                                        | Новогебридский жёлоб                 | Коралловое море                         | Тихоокеанская плита                          | Австралийская плита                                |
| Острова Тонга                     | Тонга                                                                          | Тонга (жёлоб)                        | Тихий океан                             | Австралийская плита                          | Тихоокеанская плита                                |
| Антильские острова                |                                                                                | Пуэрто-Рико (жёлоб)                  | Карибское море                          | Карибская плита                              | Северо-Американская плита, Южно-Американская плита |
| Южные Сандвичевы острова          | Южная Георгия и Южные Сандвичевы Острова (зависимая территория Великобритании) | Южно-Сандвичев жёлоб                 | Море Скоша                              | Плита Скоша                                  | Южно-Американская плита                            |